# Heukelum
Heukelum est un village situé dans la commune néerlandaise de West Betuwe, dans la province de Gueldre. Le 1er janvier 2006, le village comptait 2 050 habitants.

## Histoire
Un document de 996 indique qu'un certain Fretzhold a fait don de ses droits sur l'église de "Ukele", tel que la localité de Heukelum s'appelait à l'époque, à l'évêque Ansfrid d'Utrecht. Grâce à ce don, on sait qu'une église s'élevait à Heukelum cette année-là. On en conclut que le village de Ukele (Heukelum) est connu depuis au moins cette date. Une légende raconte comment le seigneur Jean II d'Arkel (nl) (1035-1077) a reconstruit Heukelum après un pillage par les Vikings. Il aurait été conduit au bon endroit en chassant un cygne. L'année 1230 est mentionnée comme l'année confirmée où la ville s'entoure d'une enceinte.
La ville a reçu une charte de privilèges urbains en 1391.
De nombreuses catastrophes ont ravagé la ville, notamment des inondations et un incendie urbain en 1772, qui a détruit 36 des quelque 100 maisons en bois. En 1820, la partie la plus grande, mais peu peuplée, de Heukelum, au sud du Nieuwe Zuiderlingedijk, y compris le hameau de Louvain, a été ajoutée à la commune gueldre de Vuren.
Jusqu'au 1er janvier 1986, Heukelum était une commune indépendante. À cette date, la commune a été rattachée à la commune de Vuren, en même temps qu'Asperen et Herwijnen. Cette nouvelle commune a été renommée Lingewaal dès le 3 janvier 1986 (ou un an plus tard).

## Lieux remarquables
Le château de Merckenburg ou château de Heukelum (nl) se dresse sur le site d'un ancien château fort du même nom dès 1230. Le château actuel est construit sur le donjon médiéval qui restait après que les troupes françaises aient fait sauter le château en 1672, la "Rampjaar", pendant la guerre de Hollande. Il date du début du XVIIIe siècle et est situé sur Heidensweg. Le château est actuellement une résidence et ne se visite pas.
En raison de son emplacement élevé et de sa construction compacte, la structure de la ville actuelle rappelle encore les jours passés. Les anciens murs de la ville se trouvent sous les remblais couverts d'herbe autour de la ville, bordés par un fossé. Il y a de nombreuses fermes et autres bâtiments des XVIIe et XVIIIe siècles, dont l'ancien hôtel de ville, au n°2 de Voorstraat, avec un pignon en pierre décoré d'armoiries et de huit ancres décoratives sur la façade orientale. Une ferme de cette période se trouve sur le Groenewal. Dans le centre ville, la statue du vieux passeur rappelle l'ancien bac à pied.
L'église réformée d'Heukelum possède un orgue de Bätz (nl) de 1778.
En 2015, une opération d'excavation des remparts de la ville a commencé et a permis de restaurer les remparts médiévaux de la ville. L'enceinte historique de la ville a été officiellement inaugurée le samedi 29 décembre 2018.

## Galerie

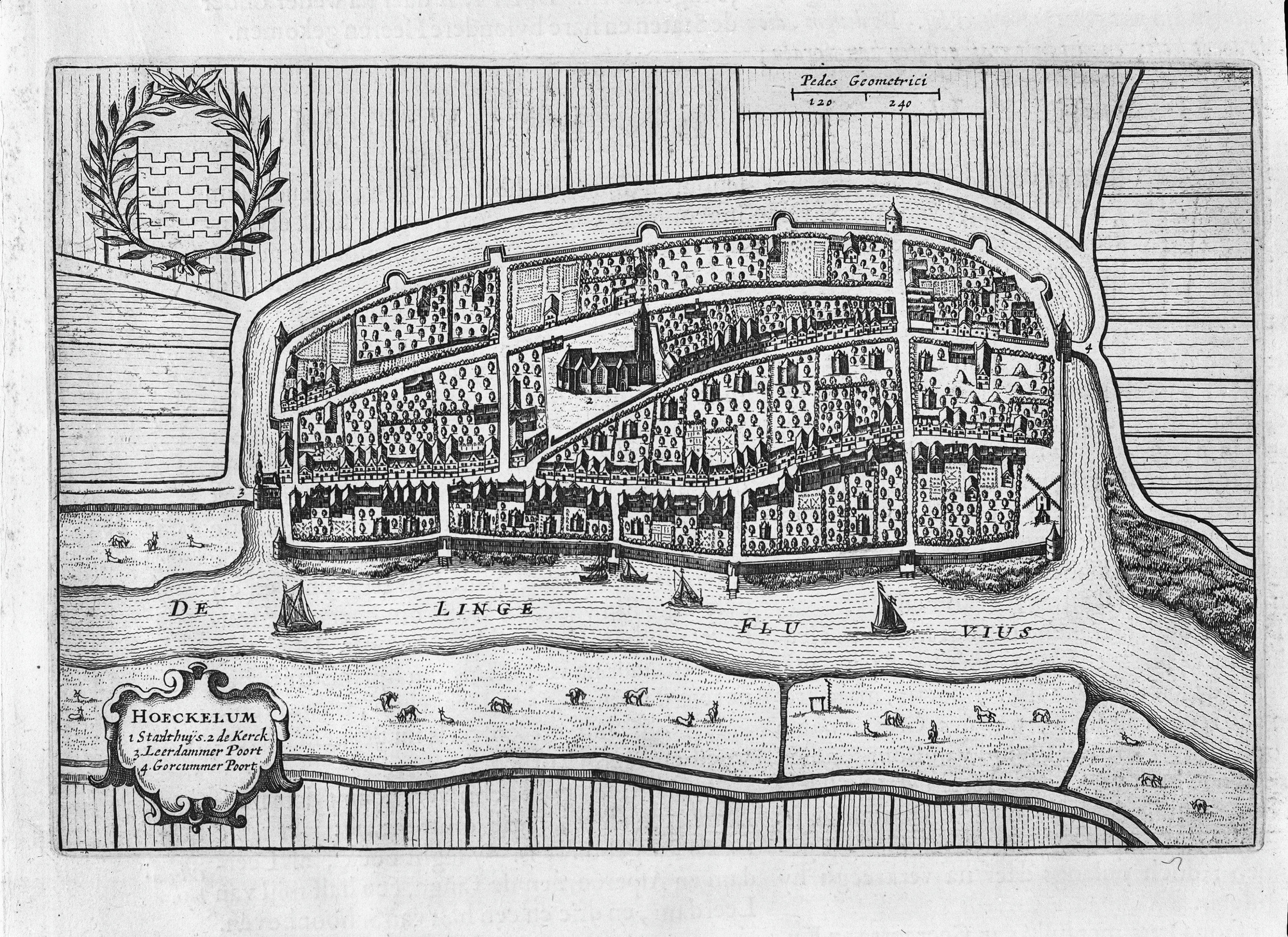
Plan de la ville au XVIIe siècle par J. Blaeu
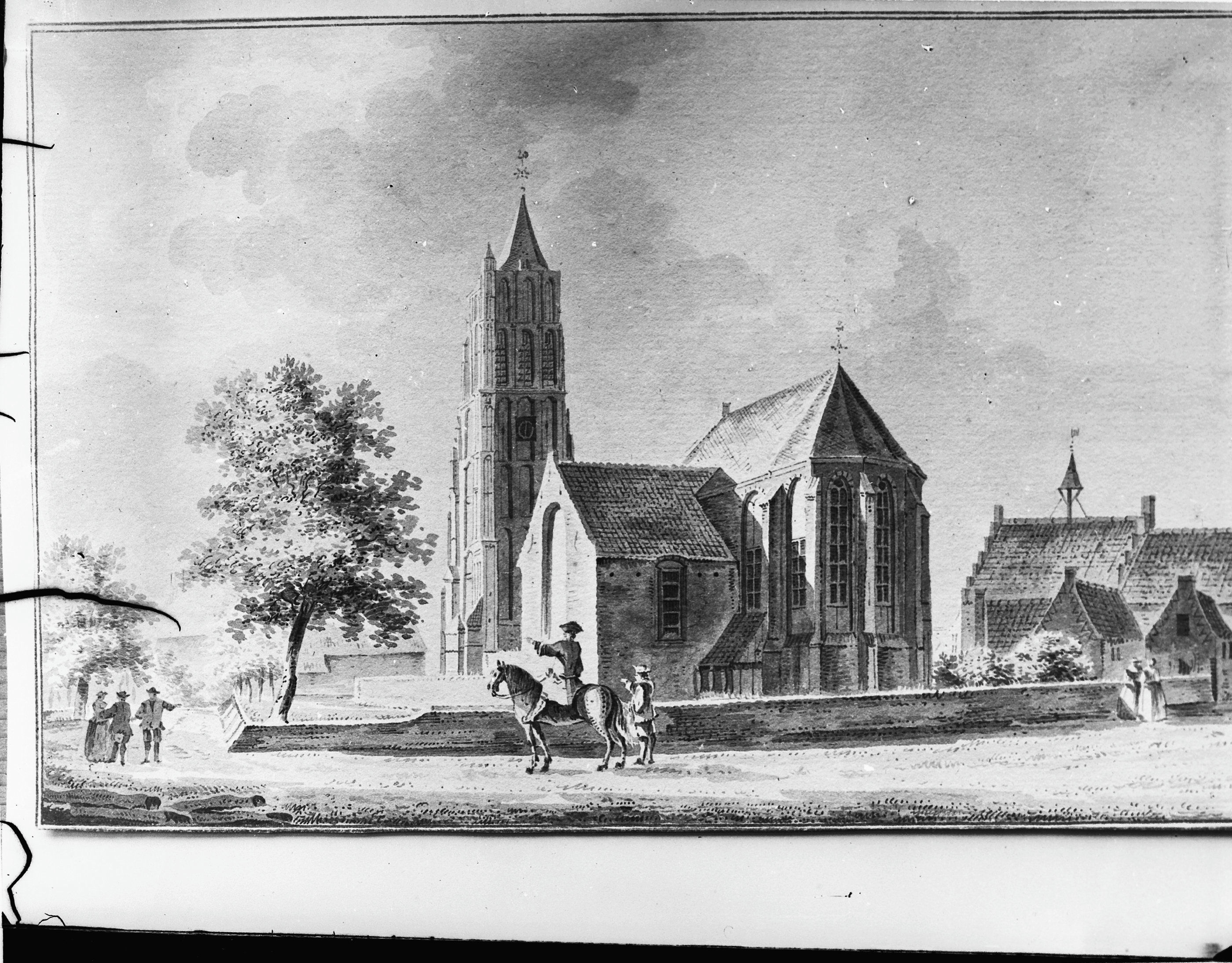
L'église au XVIIe siècle, avec son clocher de 60 m de haut
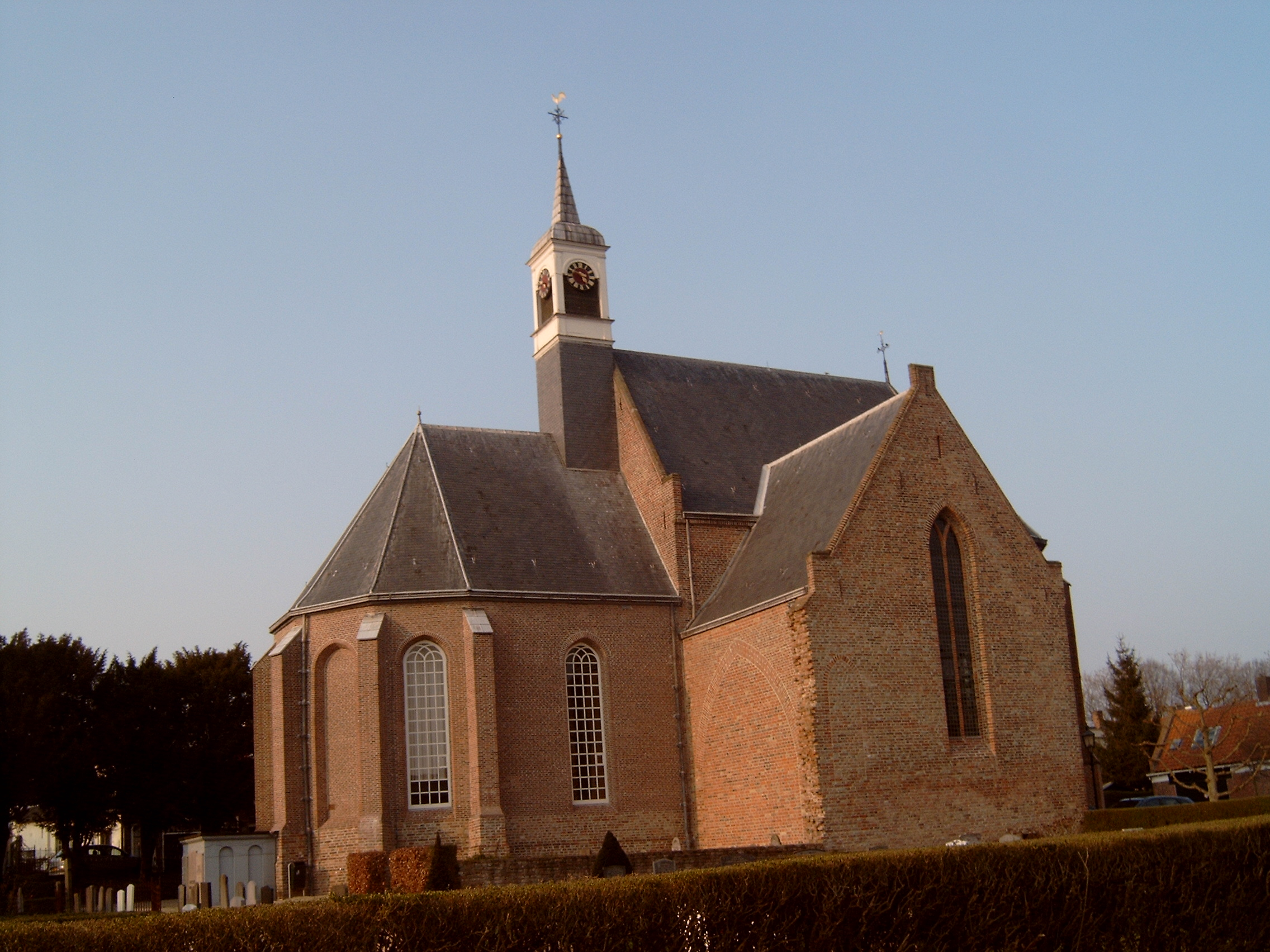
L'église après restauration de 1963-1966, vue depuis le sud-ouest
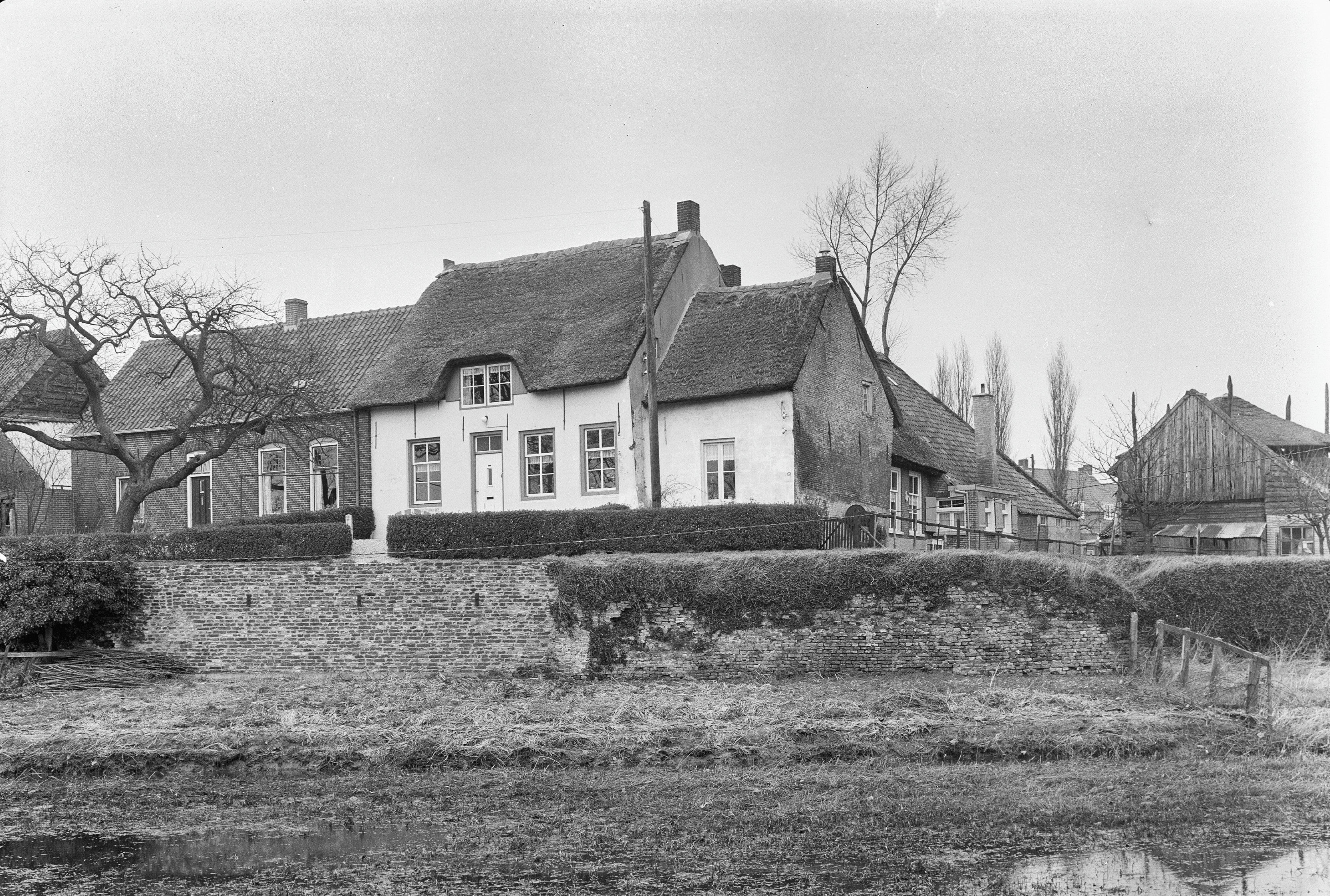
Ferme du XVIIe ou XVIIIe siècle sur le Groenewal, une partie de l'ancienne enceinte de la ville